# Vilhelm Fibiger
Kristian Vilhelm Kristoffer Fibiger, född 11 februari 1886 i Årup, Snedsteds socken, död 27 mars 1978 i Frederiksberg, var en dansk politiker.
Vilhelm Fibiger var godsägare på Nordjylland, medlem av Sognerådet 1917–1921, av Menighetsrådet från 1916 och av Folketingets konservativa grupp från 1920. Han gjorde en omfattande insats i olika kyrkliga sammanslutningar, tog del i det politiska arbetet och var medlem av olika kommissioner. Fibiger var ordförande i det konservativa folkpartiet 1939–1945, blev minister utan portfölj i Thorvald Staunings samlingsregering den 9 april 1940, blev kyrkominister regeringen den 8 september 1940 och var kyrkominister i Vilhelm Buhls regering från maj till november 1942. I Buhls andra regering 1945 var han handelsminister. I riksdagen hävdade Fibiger den konservativa bondeklassens intressen, men han deltog även i debatten om kyrkliga och kulturella problem.

## Utmärkelser
- Riddare av Dannebrogorden,  1935[3]
- Kommendör av Dannebrogorden,  1949[3]

[Redigera Wikidata]